# Kerstpiramide

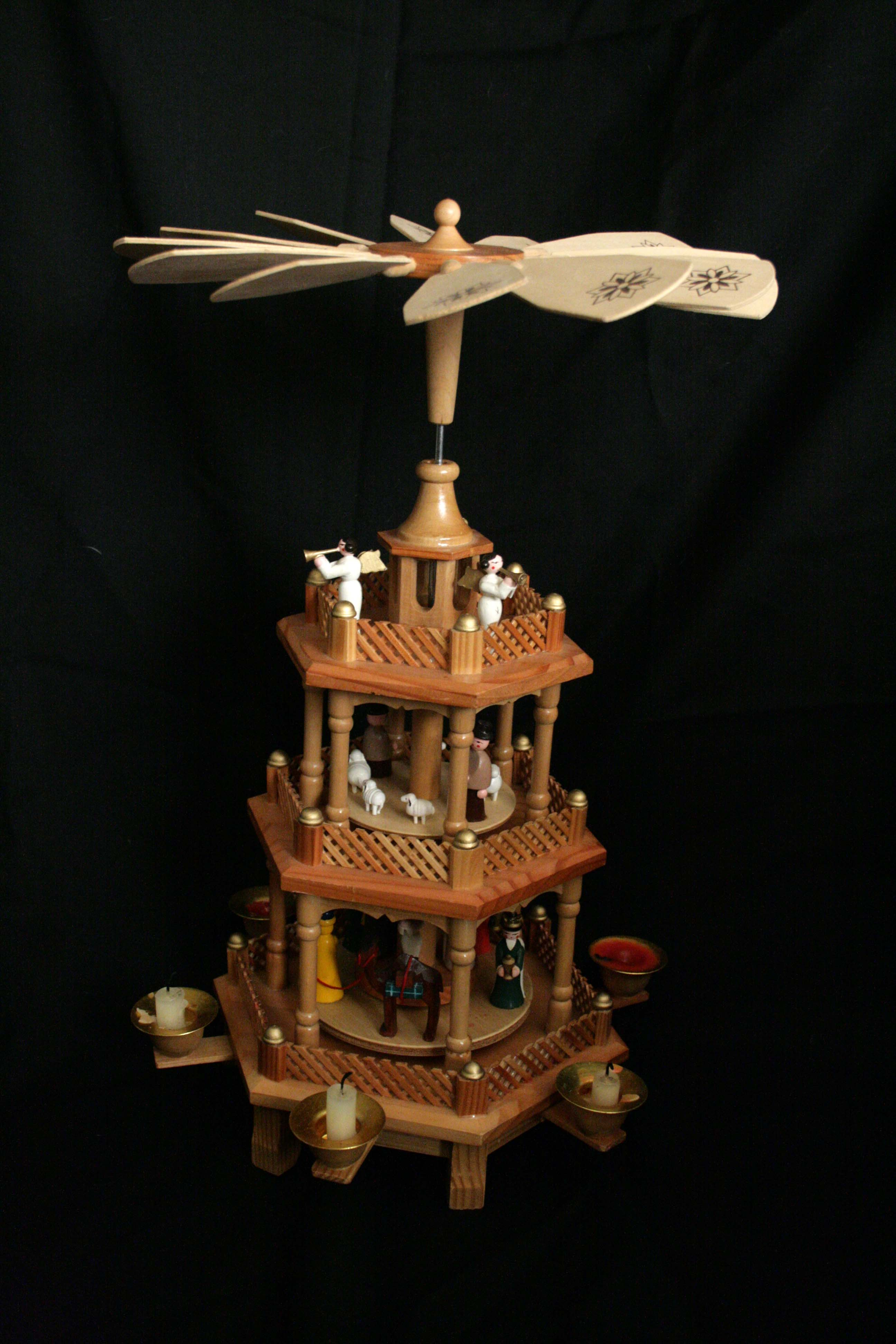
Een kerstpiramide met normale grootte

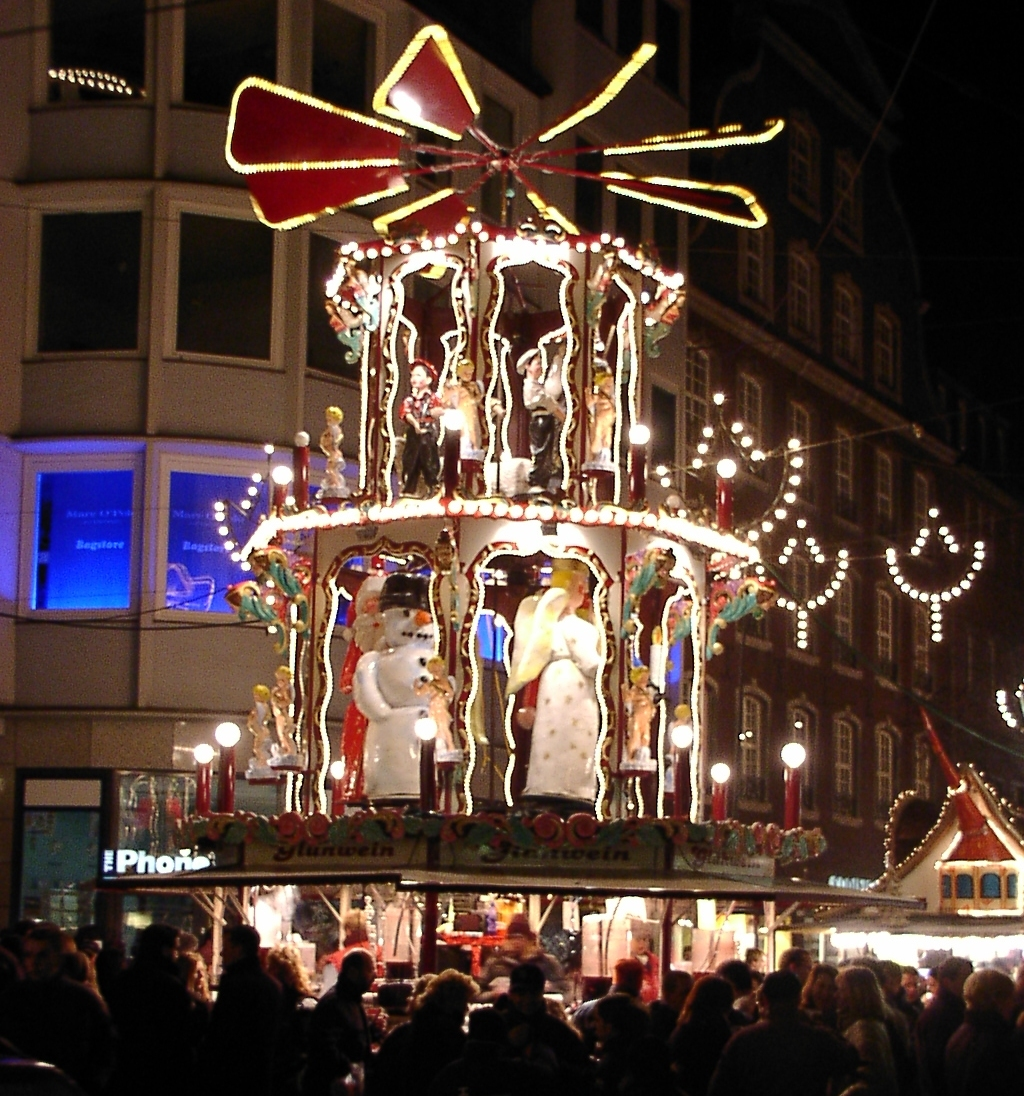
Een voorbeeld op de kerstmarkt in Düsseldorf

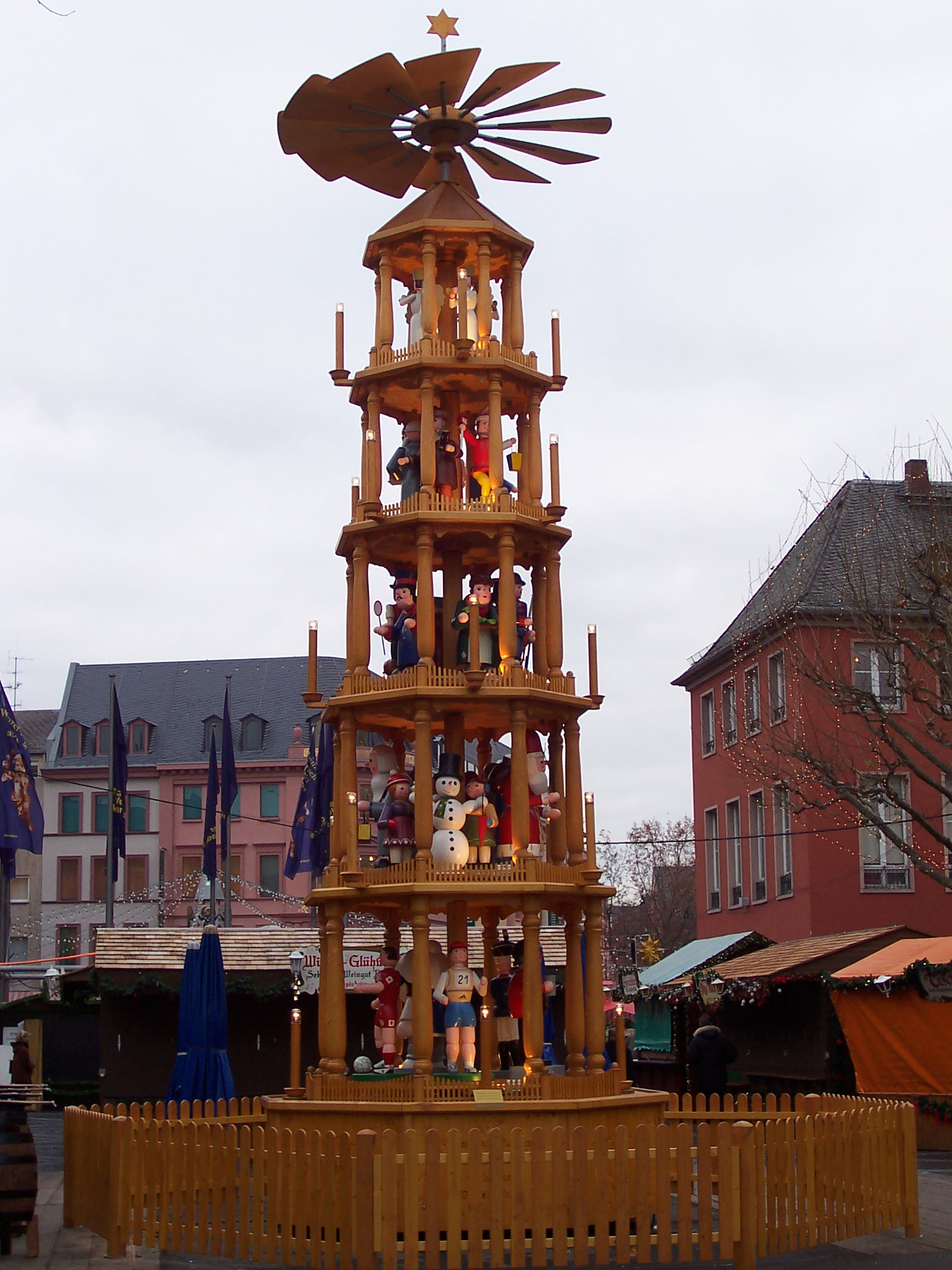
Een piramide op de kerstmarkt van Mainz

Een kerstpiramide (Duits: Weihnachtspyramide) is een kerstdecoratie die zijn wortels heeft in het Ertsgebergte van Duitsland, maar populair geworden is door het hele land. Er wordt gesuggereerd dat de kerstpiramide een voorloper is van de kerstboom. Deze piramiden zelf zijn niet beperkt tot de kerst: in het Erzgebirge bestond er een gewoonte om rond de Sint-Jansboom te dansen met guirlandes en bloemen met de zomer zonnewende.
Kerstpiramiden dienen tegenwoordig vooral een decoratief doel, waarbij zowel kinderen als volwassenen opgevrolijkt worden met het kerstgevoel.

## Opbouw
De kerstpiramide is een soort van carrousel met op verschillende niveaus een aantal beeltenissen van christelijke motieven, zoals engelen of kribbe-scènes, en anderen met meer seculiere motieven zoals bergbewoners, bossen en andere scènes uit het dagelijks leven van de mensen in het Ertsgebergte. De draaiende beweging van de piramides wordt traditioneel verkregen met behulp van kaarsen, waarvan de stijgende warmte de propeller bovenin laat draaien.
Kerstpiramiden worden over het algemeen gemaakt van hout met vier- tot achtzijdige platformen met een lange stang in het midden die dient om het geheel van draaiende plateaus te dragen. In een glazen of keramische drager bevindt zich een aandrijfas waaraan ten minste een platform is bevestigd. De figuren die staan op de platforms staan, worden traditioneel gemaakt van hout.
Kerstpiramiden kunnen verschillende vormen aannemen, van ingewikkeld gesneden miniatuurhuizen met schuine daken, tot grote structuren met vele niveaus die gewoon dienen als een display voor de gebeeldhouwde figuren. In veel steden in het Ertsgebergte zijn er grote kerstpiramides op het marktplein op de kerstmarkt of op andere plaatsen gerelateerd aan de kerstdrukte. 

## Geschiedenis
De oorsprong van de kerstpiramiden dateert uit de middeleeuwen. In deze periode was het gebruikelijk om in Zuid- en West-Europa groenblijvende takken te verzamelen en in het huis op te hangen om somberheid af te weren in de donkere en koude wintermaanden. In Noord- en Oost-Europa worden traditioneel kaarsen gebruikt om dit doel te bereiken. De kerstpiramide zou uiteindelijk deze twee tradities verenigen en een symbool worden van kerstvieringen. De voorvader van de piramide was een constructie die bekendstaat als een "Lichtergestelle" (letterlijk: ding waarop lichten worden gezet) en was zeer populair in de 18e eeuw. Het waren constructies gemaakt van vier palen, versierd met groenblijvende takken, aan de bovenkant samengebonden en verlicht met kaarsen. In de grote steden verving de kerstboom langzaam de Lichtergestelle, maar in de bergen zagen de mensen niet een eenvoudige boom versierd met lichtjes maar in plaats daarvan werden ze herinnerd aan de kaapstanders, die gewoonlijk gebruikt werden in de mijnen van het Ertsgebergte. Aan de piramidevorm werd de draaiende beweging toegevoegd van de kaapstander en de eerste kerstpiramides waren geboren.
De naam "kerstpiramide" kwam tot stand toen de Napoleontische expeditie in Egypte aan het eind van de 18e eeuw van de piramides foto's meebracht naar Europa en uiteindelijk ook naar het Ertsgebergte, waar het de mensen herinnerde aan de kaapstanders in de mijnbouw en ook aan de kerstconstructies.
Een belangrijke doorbraak in de populariteit van de kerstpiramide kwam rond 1830 met de ontdekking van kerosine. Eerder maakte men gebruik van relatief dure kaarsen of koolzaadolie. Toen de middelen voor het licht en de rotatie van de piramides veel goedkoper werd, verspreidde de traditie zich. Tegenwoordig kunnen dergelijke piramides gezien worden in tal van stijlen en maten door heel Duitsland, maar ook in vele delen van de Verenigde Staten.

## Foto's

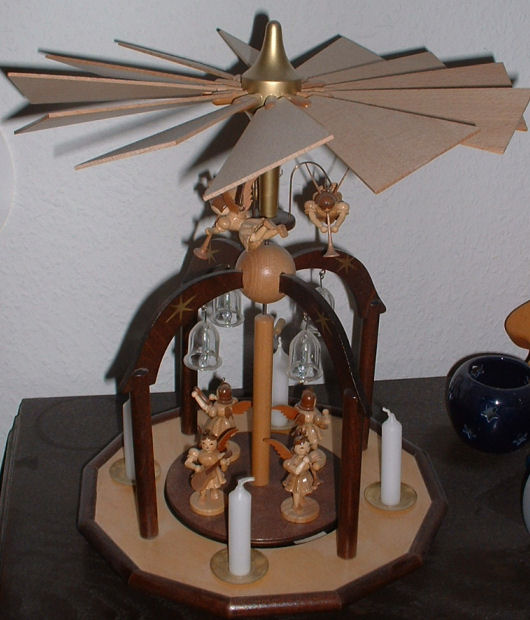
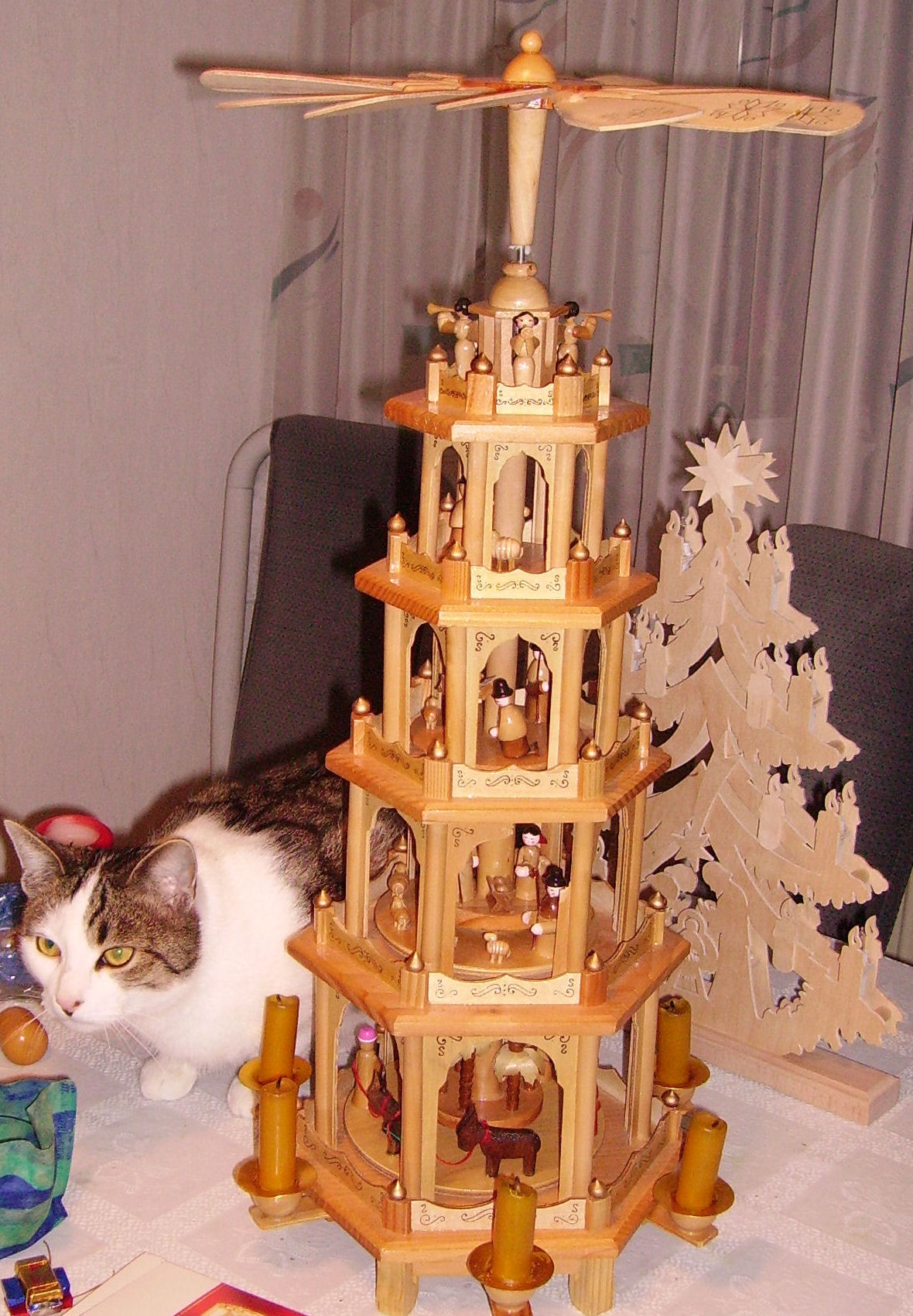
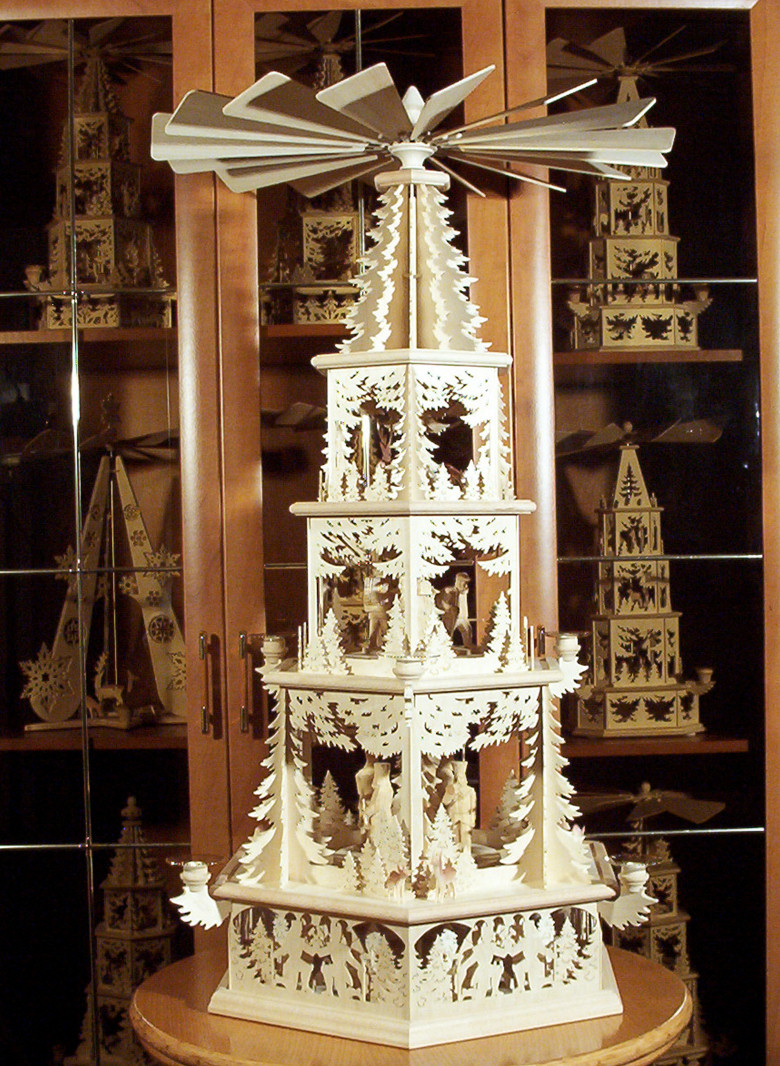
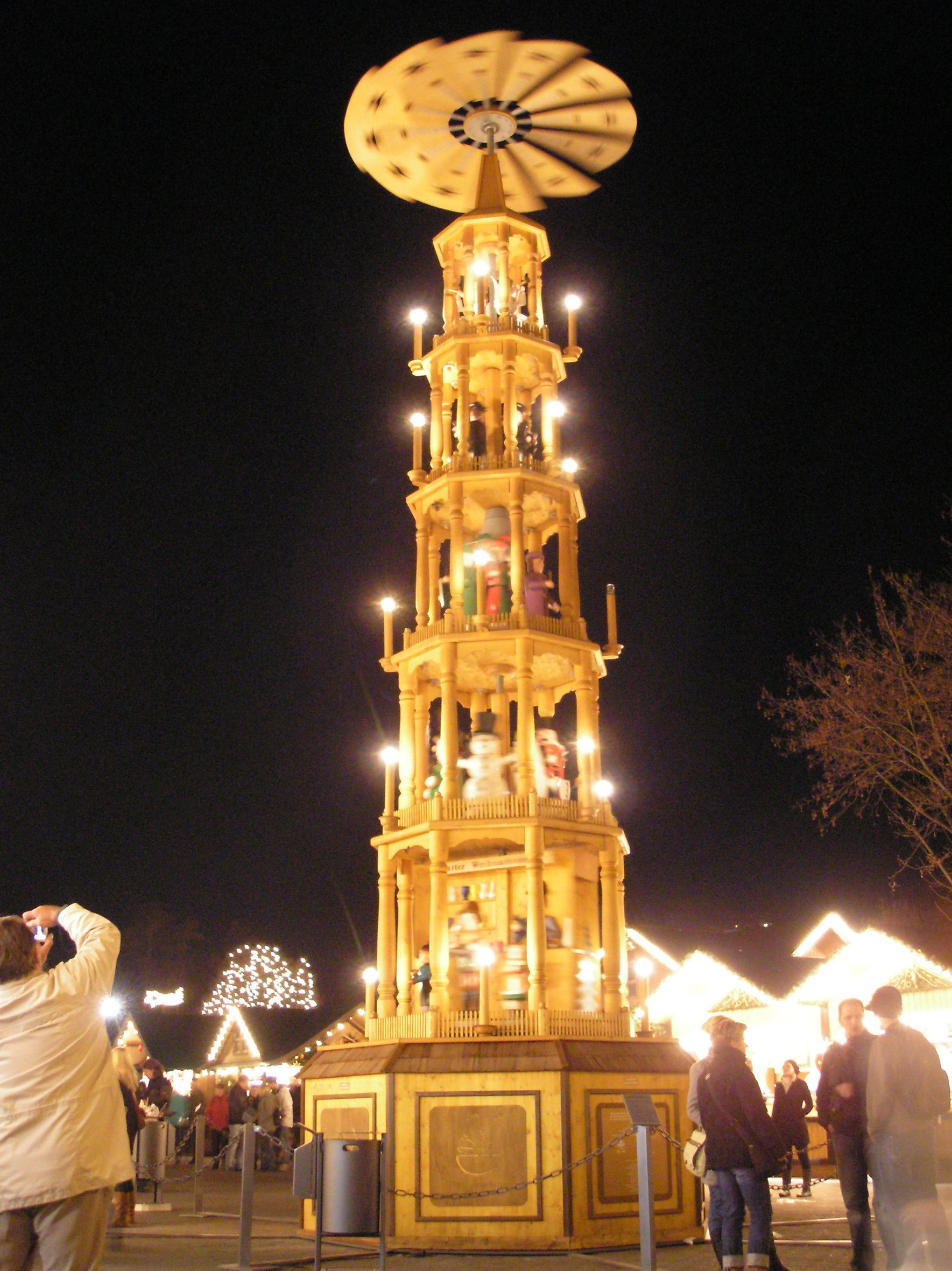
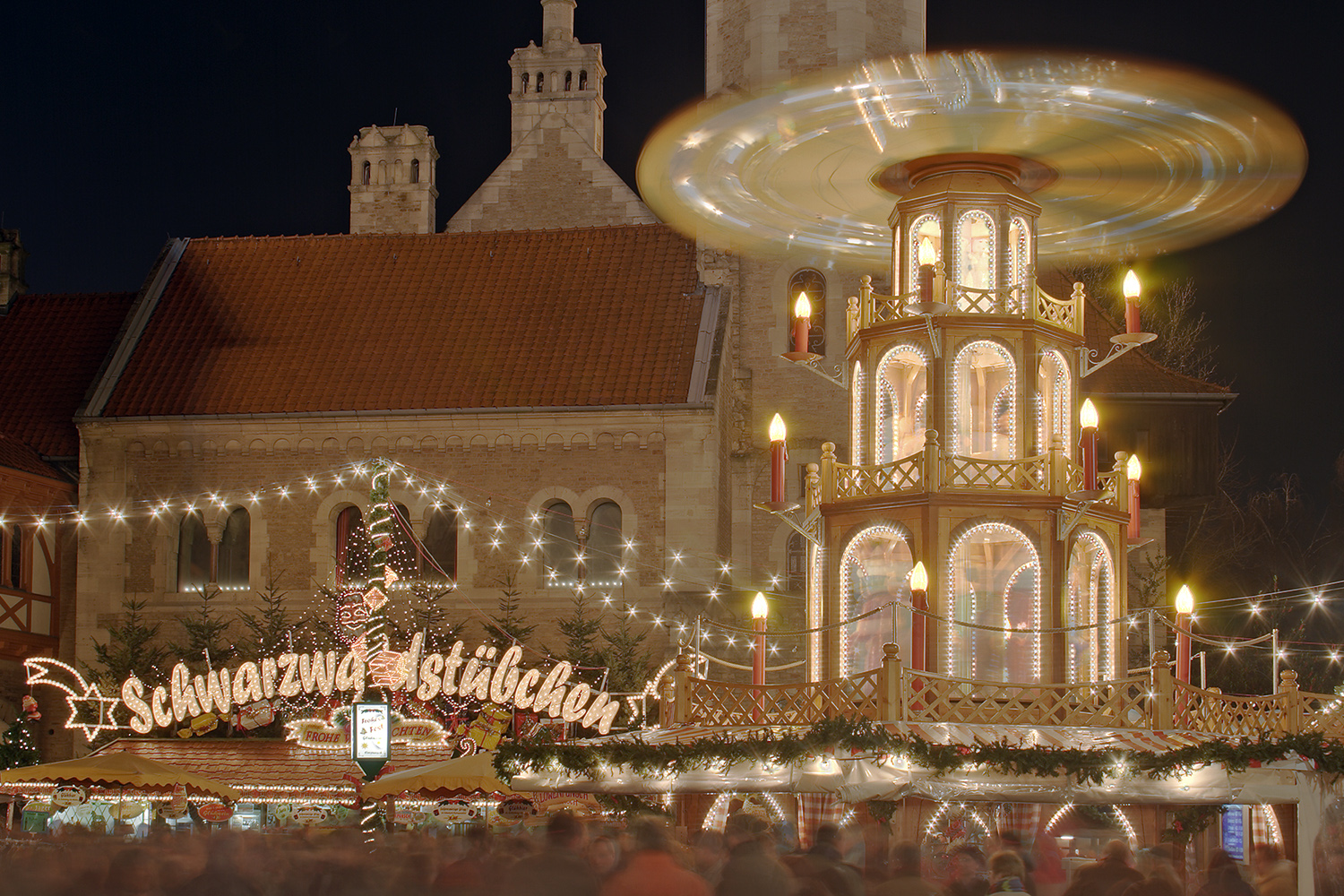